# Романув (Сілезьке воєводство)
Романув (пол. Romanów) — село в Польщі, у гміні Камениця-Польська Ченстоховського повіту Сілезького воєводства.
У 1975-1998 роках село належало до Ченстоховського воєводства.